# Donjecka Narodna Republika
Donjecka Narodna Republika (rus. Донецкая Народная Республика) ili Narodna Republika Donjeck je međunarodno nepriznata republika Rusije u okupiranim dijelovima istočne Ukrajine u Donjeckoj oblasti s glavnim gradom u Donjecku. DNR su 2014. godine proglasile paravojne formacije koje je podržavala Rusija, a isprva je djelovala kao marionetska odcijepljena kvazidržava dok je 2022. nije anektirala Rusija.

## Izbijanje oružanog sukoba
Nakon svrgavanja proruskog ukrajinskog predsjednika Viktora Janukoviča 21. veljače 2014., nasilje se širilo između proruskih i proeuropskih skupina države. Do sredine ožujka, u nekoliko gradova, poglavito u Donjecku i Lugansku, naoružane skupine, koje su se isprva nazivale "jedinice za samoobranu", počele su zauzimati upravne zgrade jednu po jednu. Njihovi zahtjevi bili su različiti: neki su tražili da Ukrajina postane federacija, drugi da se te regije pripoje Rusiji, po uzoru na rusku aneksiju Krima. Dana 7. travnja, naoružane proruske jedinice zauzele su mjesnu upravnu zgradu u Donjecku, te proglasili "Narodnu Republiku Donjeck". Dana 12. travnja, maskirani ljudi s uniformama bez obilježja, naoružani kalašnjikovima, zauzeli su mjesnu policijsku i upravnu zgradu u Slovjansku, te proglasili da je grad pod kontrolom "Narodne Republike Donjeck".